# YAMADA女流チャレンジ杯
YAMADA女流チャレンジ杯（やまだじょりゅうチャレンジはい）は、上州将棋祭り委員会および日本将棋連盟が主催、ヤマダデンキ（ヤマダホールディングス）が特別協賛した将棋の女流棋戦。2015年の新設以来、決勝戦は公開対局で実施された（第5回までは準決勝も同日の公開対局）。2017年の第3回までは「女子将棋YAMADAチャレンジ杯」の名称で開催。2023年度の第8回（2024年1月決勝）を以って休止となった。

## 方式
女流二段以下でプロ入り15年未満の女流棋士（タイトル戦未出場）、アマチュア選抜1名によるトーナメント。
持ち時間は20分（チェスクロック使用）、切れたら一手30秒。
夏期に棋戦開始、決勝は翌年1月の「上州将棋祭り」（群馬県高崎市）にて公開対局で実施。

### 過去の方式
「女子将棋YAMADAチャレンジ杯」

#### 第1回
若手女流棋士15名（2015年4月1日時点で女流2級以上女流初段以下の女流棋士のうち、新しい順に15名）とアマチュア選抜選手1名によるトーナメント。
まず16名を8組に分けて予選対局を行い、勝者が本戦に出場。本戦は8月に「ヤマダ電機LABI1高崎」にて公開対局で開催され、1日で8名によるトーナメントの1回戦から決勝まで全ての対局を行った。持ち時間は予選が30分で本戦が10分（共にチェスクロック使用、切れたら一手30秒）。

#### 第2回
女流初段以下（女流3級含む）の女流棋士とアマチュア選抜選手1名によるトーナメント。
持ち時間は20分（チェスクロック使用）で切れたら一手30秒。準決勝及び決勝が8月に「ヤマダ電機LABI1高崎」にて公開対局で開催された。
優勝者は翌年の正月に同じ会場で開催される「上州将棋祭り」にて上州YAMADAチャレンジ杯の優勝者と「上州YAMADAチャレンジ杯ドリームファイナル」と称したエキシビジョンマッチを行った。

#### 第3回
女流二段以下（女流３級を含む）でプロ入り15年以下の女流棋士（タイトル戦未出場）、アマチュア選抜1名によるトーナメント。
持ち時間は20分（チェスクロック使用）、切れたら一手30秒。
1回戦から準々決勝までの対局はまとめて1日で行う。準決勝及び決勝は8月に群馬県高崎市の「ヤマダ電機LABI1高崎」にて公開対局で開催。

#### 第4回-第6回
第4回以降の棋戦名を「YAMADA女流チャレンジ杯」に名称変更。
女流二段以下（女流３級を含む）でプロ入り15年未満の女流棋士（タイトル戦未出場）、アマチュア選抜1名によるトーナメント。
持ち時間は20分（チェスクロック使用）、切れたら一手30秒。
1回戦から準々決勝までの対局はまとめて1日で行う。準決勝及び決勝は8月に群馬県高崎市の「ヤマダ電機LABI1高崎」にて公開対局で開催。
（第6回＜2020-2021年＞は棋戦中止）

## 歴代結果

### 結果
ベスト4以上の結果は以下の通り。称号、段位は対局当時のもの。 
| 回 | 決勝対局日                     | 優勝                | 準優勝              | ベスト4             | ベスト4             |
| -- | ------------------------------ | ------------------- | ------------------- | ------------------- | ------------------- |
| 1  | 2015年08月23日                 | 渡部愛 女流初段     | 竹俣紅 女流1級      | 中村桃子 女流初段   | 室谷由紀 女流初段   |
| 2  | 2016年08月28日                 | 渡部愛 女流初段     | 貞升南 女流初段     | 中澤沙耶 女流初段   | 大庭美樹 女流初段   |
| 3  | 2017年08月27日                 | 石本さくら 女流初段 | 鈴木環那 女流二段   | 井道千尋 女流二段   | 山根ことみ 女流初段 |
| 4  | 2018年08月19日                 | 中澤沙耶 女流初段   | 石本さくら 女流初段 | 山根ことみ 女流初段 | 加藤圭 女流2級      |
| 5  | 2019年08月18日                 | 山根ことみ 女流初段 | 伊奈川愛菓 女流初段 | 渡辺弥生 女流初段   | 脇田菜々子 女流1級  |
| 6  | （中止）                       | -                   | -                   | -                   | -                   |
| 7  | 2023年01月03日 （Gメッセ群馬） | 加藤結李愛 女流初段 | 堀彩乃 女流1級      | 磯谷祐維 アマ＿＿   | 水町みゆ 女流初段   |
| 8  | 2024年01月03日 （Gメッセ群馬） | 磯谷祐維 女流初段   | 野原未蘭 女流初段   | 山口仁子梨 女流2級  | 武富礼衣 女流初段   |

- 第2回-第5回の決勝は、若手一般棋戦「YAMADAチャレンジ杯」の決勝と同日実施（2021年度で棋戦休止）

※2020年・2021年は、新型コロナウイルス感染症関連の事情により、当棋戦とYAMADAチャレンジ杯は行われていない。
- 2022年8月より第7回として当棋戦を再開。決勝戦のみ群馬での公開対局として実施される。

- 2024年度は上州将棋祭りの中止に伴い当棋戦も行われず[8]、2023年度の第8回の実施を最後に2025年1月までに「終了・休止棋戦」の扱いとなった。